# HMS Brunswick (1790)
HMS Brunswick (Корабль Его Величества «Брансуик») — 74-пушечный линейный корабль третьего ранга. Первый корабль Королевского флота, названный HMS Brunswick. Корабль был заказан 7 января 1785 года и был единственным судном своего типа. Относился к 
так называемым «обычным 74-пушечным кораблям», нёс на верхней орудийной палубе 18-фунтовые пушки. Заложен в мае 1786 года. Спущен на воду 30 апреля 1790 года на королевской верфи в Дептфорде. Принял участие во многих морских сражениях периода Французских революционных и Наполеоновских войн, в том числе в Славном первом июня.

## Служба
Brunswick был введен в эксплуатацию в мае 1790 года под командованием капитана Хайда Паркера, как раз тогда, когда разразился кризис, известный как Спор за залив Нутка. Корабль был отправлен в Спитхед, где, в связи с возможным началом войны с Испанией, собирался военный флот. Когда дипломатический кризис с Испанией был практически разрешен к октябрю 1790 года, Паркера на посту капитана корабля сменил Роджер Кертис. Под его командованием корабль находился до августа 1791 года, пока не закончилась Русско-турецкая война, после чего корабль был отправлен в резерв. Однако вскоре он снова вступил в строй в качестве сторожевого корабля в гавани Портсмута и оставался в этой роли до конца 1792 года.
С началом Французских революционных войн Brunswick, под командованием капитана Джона Харви, присоединился к флоту Канала под командованием адмирала Ричарда Хау. Весной 1794 года Brunswick вместе с Флотом Канала вышел в море на перехват важного французского конвоя с зерном из Северной Америки. Найдя 5 мая французский флот все ещё в Бресте, эскадра повернула в Атлантику, с намерением встать между конвоем и его будущим охранением. 28 мая фрегаты лорда Хау обнаружили французский флот, но те оказались с наветра, так что британцам было затруднительно принудить их к бою.
1 июня 1794 года Brunswick в составе флота адмирала Хау принял участие в сражении, известном как Славное первое июня. Располагаясь в британской линии сразу за флагманом адмирала Хау, Queen Charlotte, Brunswick получил большую часть огня направленного на флагман, и успел понести серьёзные потери прежде чем открыл ответный огонь. Он прорезал французскую линию между Achille и Vengeur du Peuple, в конце концов сцепившись якорями с Vengeur du Peuple. Нижние орудийные порты Brunswick пришлось сбить выстрелами, потому что корабли сцепились так тесно, что они не могли быть открыты. При этом корабль не переставал вести огонь и орудиями левого борта, снеся мачту Achille и убив или ранив всех тех, кто собирался взять британский корабль на абордаж. После того как капитан Харви был ранен в третий раз, командование кораблем принял лейтенант Уильям Эдвард Кракрафт.

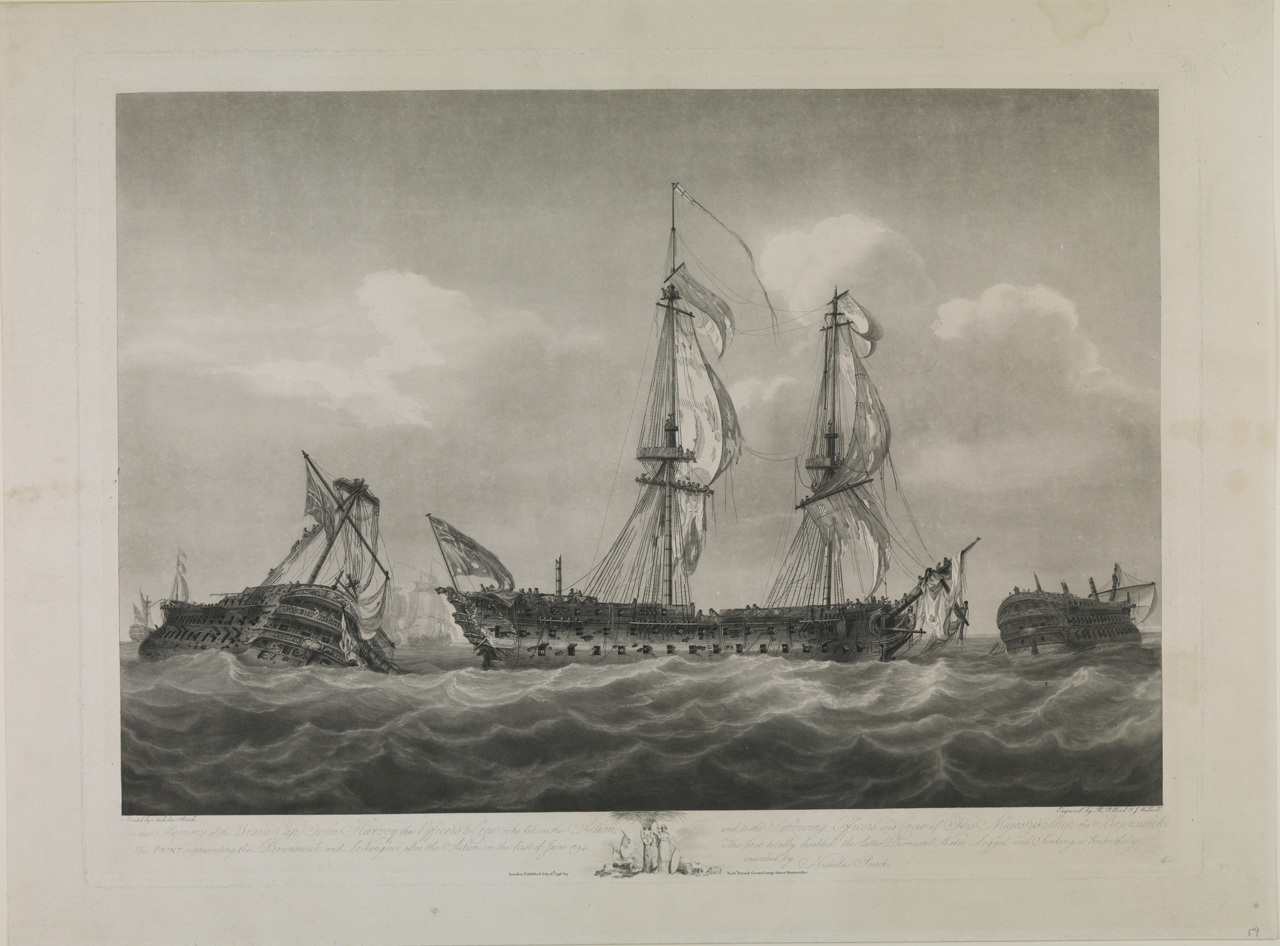
Состояния корабля после боя

Бой с Vengeur du Peuple продолжался почти четыре часа, пока тяжело повреждённый французский корабль не спустил флаг. Однако
британцы не успели завладеть призом, так как обнаружилось, что он тонет. Подошли шлюпки с Culloden и Alfred снимать уцелевших, но корабль повалился на борт и быстро затонул. Brunswick также был сильно поврежден в бою. Он лишился бизань-мачты, верхней части фок-мачты, а грот-мачта была повреждена. Весь рангоут, такелаж и паруса также серьёзно пострадали. Капитан Харви умер 30 июня, вскоре после того, корабль прибыл в Спитхед. Помимо капитана корабль потерял ещё 44 человека убитыми и 114 ранеными, что было самыми большими потерями среди всей британской эскадры.
30 мая 1795 года Brunswick, под командованием капитана Чарльза Фицджеральда, в составе к эскадры вице-адмирала сэра Уильяма Корнуоллиса, отплыл из Спитхеда для патрулирования моря в районе острова Уэссан. Эскадра
прибыла на станцию 7 июня, а на следующий день захватила конвой из восьми французских торговых кораблей, идущих из Бель-Иля.
Эскадра оставалась в этом районе до 16 июня, когда был замечен большой флот на юго-востоке. Это была эскадра из Бреста, состоящая из тринадцати линейных кораблей, двух фрегатов, двух бригов и куттера, под командованием адмирала
Вилларе де Жуайёза. Ввиду сильно превосходящих сил противника, Корнуоллис приказал отступать. После целого дня преследования, передовые французские корабли предприняли попытку отрезать Mars, шедший в арьергарде британской эскадры, и открыли по нему сильный огонь. Mars потерял двенадцать человек ранеными, был сильно поврежден, а ближе к концу дня он свалился из линии под ветер и попал бы в плен, не поверни ему на помощь Royal Sovereign и Triumph.
В качестве флагмана контр-адмирала Ричарда Родни Блая Brunswick в июне 1796 года отплыл на Ямайку, и оставался на этой станции до 1800 года, за это время захватив три торговых судна. Он вернулся в Англию 15 июля 1800 года сопровождая важный торговый конвой из 84 судов, которые были оценены почти в полтора миллиона фунтов.
В 1801—1802 годах Brunswick продолжал сопровождать торговые конвои из Вест-Индии. 24 июня 1802 года по возвращении в Портсмут корабль был отправлен в резерв. Он находился в резерве до мая 1805 года, после чего был отправлен в док Портсмута для капитального ремонта.
26 июля 1807 года Brunswick, под командованием капитана капитан Томаса Грейвса, в составе флота из 38 судов отплыл к
Копенгагену. В составе эскадры адмирала Джеймса Гамбье принял участие в осаде и
бомбардировке Копенгагена, завершившего капитуляцией города и передачей всего датского флота
англичанам.
В мае-октябре 1808 года он входил в состав эскадры вице-адмирала Джеймса Сумареса, действующей в Балтийском море. 9 — 11 августа 1808 года он принял участие в эвакуации 10 тысяч испанских солдат из Нюборге, Дания, на остров Лангеланн, где солдаты могли в безопасности дождаться транспортных судов, которые доставили их в Англию, а оттуда в Испанию.
В начале 1809 года Brunswick был затерт в льдах и неоднократно садился на мели. Он прибыл в Ярмут в очень плохом состоянии, причём на его борту не было ни одной пушки и ни одного ядра, так как все они были выброшены за борт, чтобы облегчить судно. Корабль был отремонтирован, однако в море уже не выходил.
С 1812 года корабль продолжал службу в качестве плавучей тюрьмы в Джиллингеме под командованием лейтенанта Спаркса. С 1816
года он был переоборудован в пороховой склад в Медуэй. В этом качестве он оставался до 1826 года, когда было принято решение
отправить корабль на слом.